# 向阳桥站
向阳桥站是一个京广线上的铁路车站，位于湖南省衡南县向阳镇，建于1935年，目前为四等站，邮政编码为421141。目前客运：办理旅客乘降；行李、包裹托运；货运：办理整车货物发到；零担仅办理直达整零货物发到；危险货物仅办理农药、化肥发到。